# Толчка (річка)
Толчка — річка в Україні, у Міжгірському районі Закарпатської області, права притока Тереблі (басейн Дунаю).

## Опис
Довжина річки приблизно 3 км. Формується з багатьох безіменних струмків.

## Розташування
Бере початок на південний схід від села Стригальня на південно-східних схилах гірської вершини Обножанський. Тече переважно на південний схід через урочище Толчка і впадає у річку Тереблю, праву притоку Тиси.
Річку перетинає 2 автомобільні дороги Т 0720, Т 0724.
Річка тече в межах Національного природного парку «Синевир».